# امعميشة

تعديل مصدري - تعديل

امعميشه هي إحدى قرى عزلة  الوضيع بمديرية الوضيع التابعة لمحافظة أبين، بلغ تعداد سكانها 99 نسمة حسب تعداد اليمن لعام 2004.